# إستر كارلوني
إستر كارلوني (بالإيطالية: Ester Carloni)‏ هي ممثلة إيطالية، ولدت في 27 يناير 1905 في إيطاليا، وتوفيت في 6 أبريل 1996 بروما في إيطاليا.

## وصلات خارجية
- إستر كارلوني على موقع IMDb (الإنجليزية)
- إستر كارلوني على موقع قاعدة بيانات الفيلم (الإنجليزية)